# Concierto para violín (Glass)
El Concierto para violín y orquesta es una obra de Philip Glass, escrita para y estrenada por Dorothy Pixley-Rothschild, en el verano de 1960, en la escuela de verano del Festival de Música de Aspen, bajo la dirección de Darius Milhaud. 
El compositor Aaron Copland criticó la orquestación de la obra de Glass, tal y como Glass recuerda en 1989: "Nos enzarzamos en una gran discusión. Yo no le gustaba mucho. Le dije que pensaba que estaba equivocado. Por cierto, el concierto se tocó a finales del verano, y resultó que yo tenía razón." 
No satisfecho con sus obras compuestas antes de 1966, el compositor también retiró de esta pieza.